# Dick Boer (manager)
Dick Boer (Axel, 31 augustus 1957) is een Nederlands topfunctionaris en bestuurder.

## Loopbaan
De basis voor zijn loopbaan werd gelegd in de kruidenierswinkel die zijn vader Jan Boer in Axel in Zeeuws-Vlaanderen uitbaatte. Hij leerde van zijn vader de knepen van het vak, zoals het aantrekken van Belgische klanten om zo de omzet te doen stijgen. Na zijn opleiding werkte Boer bij Unigro en SHV Holdings, om in 1998 bij Albert Heijn te belanden. Daar had hij zowel op nationaal als op Europees niveau verschillende functies. In 2007 werd hij door het vakblad FoodPersonality uitgeroepen tot Foodmanager van het Jaar.
Op 24 juni 2015 werd bekend dat Ahold ging fuseren met het Belgische concern Delhaize. Boer werd bij deze fusie benoemd tot topman van de nieuwe holding Ahold Delhaize. In 2018 heeft Dick Boer het voorzitterschap van de raad van bestuur van Delhaize overgedragen aan Frans Muller.
Boer is directielid van het Consumer Goods Forum (CGF). Boer is vicevoorzitter van VNO-NCW. Hij is tevens lid van de raad van advies van het kledingbedrijf G-Star. Bij het World Economic Forum 2017 is hij Governor of the Consumer Industries Community, Steward of the Future of Health and Healthcare System en Co-Chair of the Human Centric Health Steering Committee. 